# Gerda Kraan
Gerarda Maria (Gerda) Kraan (Leiden, 30 juli 1933) is een Nederlandse oud-atlete. In de eerste helft van de jaren zestig behoorde zij tot de wereldtop op de 800 m. Zij nam tweemaal deel aan de Olympische Spelen en werd eenmaal Europees kampioene.

## Biografie

### Laatbloeier
Gerda Kraan startte pas relatief laat met atletiek, namelijk op 21-jarige leeftijd. Dat wil overigens niet zeggen dat zij geen loopconditie had. Komend uit een groot gezin was zij van jongs af aan gewend om de dagelijkse gang naar school en terug dravend af te leggen. Op de winderige, Zuid-Hollandse polderwegen legde zij onbewust de basis voor haar latere geslaagde carrière.
Aanvankelijk probeerde Kraan, die van beroep politieagente was in Den Haag, zich uit te leven als handbalster. Later sloot zij zich echter aan bij de Leidse atletiekvereniging De Bataven. Bij haar eerste grote wedstrijd in 1958, zij was toen al 25, wist zij het Nederlandse record op de 800 m te verbeteren tot 2.16,6. Het jaar daarop haalde zij daar nog eens 8 seconden vanaf, waardoor zij in 1960 aan de Olympische Spelen in Rome mocht deelnemen. Daar overleefde zij de 800 m series niet. Een Russische coach vertelde haar na de wedstrijd dat zij haar benen meer moest optillen. 'Je loopt te vlak', zei hij. En: 'Hebben jullie in Nederland geen bergen?'

### Veel te sterk voor de concurrentie
Gerda Kraan besefte wat haar te doen stond. Zij werkte zich in de duinen van Wassenaar in het zweet om haar conditie en looptechniek te verbeteren. Met als resultaat dat zij in 1962 in Belgrado Europees kampioene op de 800 m werd en daarbij de concurrentie ver achter zich liet. Haar winnende tijd van 2.02,8 betekende een nieuw Europees record. De Nederlandse had voorafgaand aan dit kampioenschap haar eigen nationale record uit 1958 al negen keer gebroken. De laatste keer, op 24 mei 1962 in het Poolse Olsztyn, had zij de klokken op 2.06,0 stil laten staan. Niemand had op dat moment sneller gelopen, dus Gerda Kraan gold in Belgrado als de grote favoriete. Dat legde vanzelfsprekend een zware last op haar schouders. Toch was zij in Belgrado tijdens de lange wachttijd voor de finalerace ogenschijnlijk de rust zelve geweest. Want terwijl haar concurrentes zenuwachtig heen en weer liepen, zat Gerda Kraan langs de baan rustig een boek te lezen. Toen een journalist haar echter later vroeg wat ze had zitten lezen, was haar antwoord: "Ik weet het niet, want ik had het boek op zijn kop."

### Deceptie

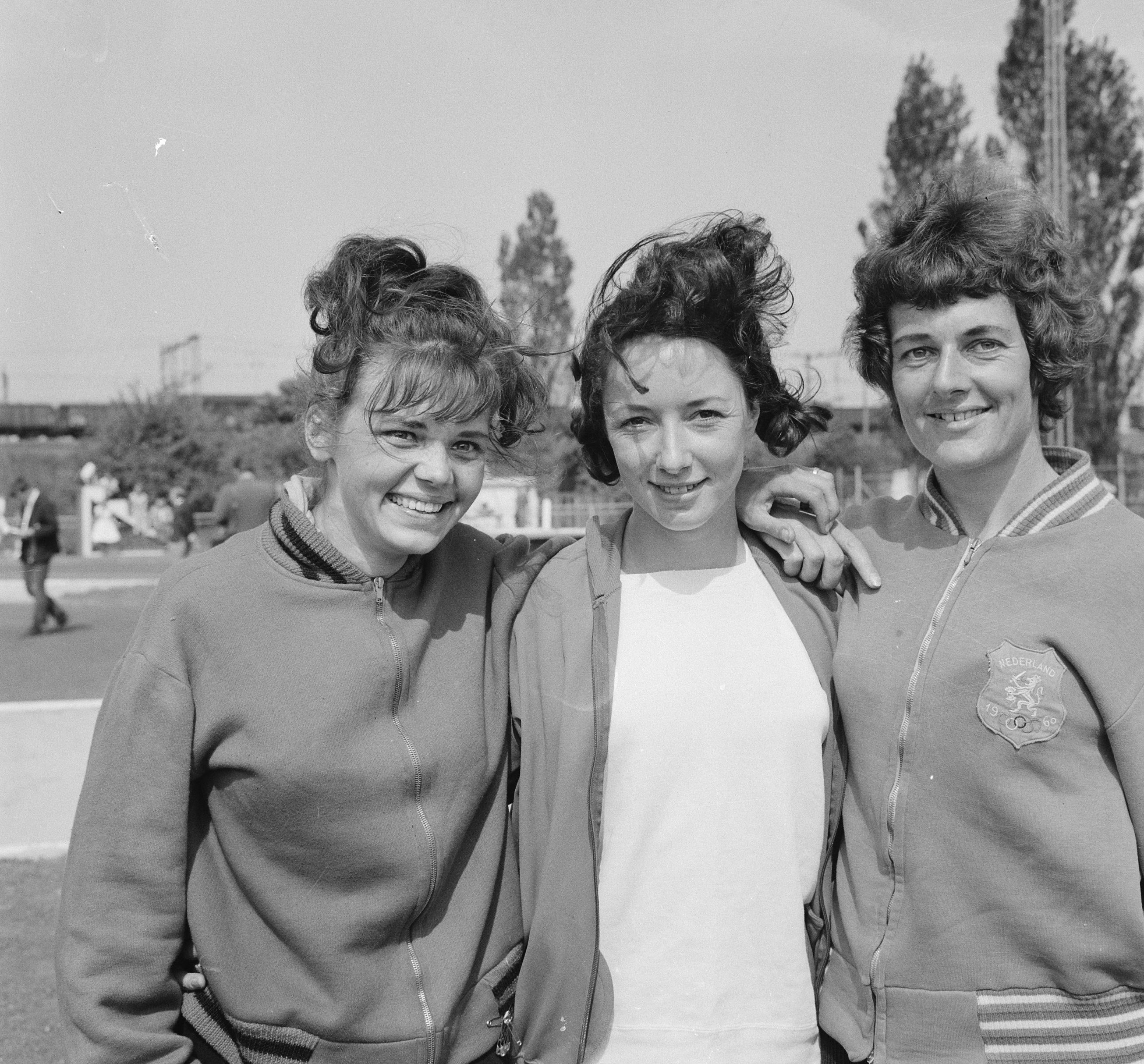
Hilde van Doorn, Ann Packer en Gerda Kraan (1964)

Haar Europese titel werd het grootste succes van haar loopbaan, al realiseerde Gerda Kraan zich dit toen nog niet. Vanzelfsprekend werd samen met trainer Gerard Rinkel vol zelfvertrouwen uitgekeken naar het volgende hoogtepunt, de Olympische Spelen van 1964, waar ze vanwege die Europese titel tot de favorietes behoorde. Wie zou de Hollandse trein in Tokio kunnen stoppen?
Maar het Japanse avontuur mislukte. De nacht vóór de finale waarin Gerda in 2.05,8 als zevende eindigde, sloopte een koortsaanval haar krachten. Zij had vermoedelijk iets verkeerds gegeten. De Britse Ann Packer won goud in 2.01,1, een nieuw wereldrecord. De Europese kampioene likte haar wonden.

### Titels en records
Gerda Kraan werd vijf keer achtereen (1959-1963) Nederlands kampioene op de 800 m. In 1961 werd zij ook nationaal kampioene op de 400 m. Een jaar later, op 29 september 1962, vestigde zij op dit nummer zelfs een nationaal record. Tijdens een interland tegen Engeland in Londen startte zij op de 440 yd, die zij won in 54,2. Op de 400 meterstreep werd zowel voor haar als voor haar landgenote Tilly van der Zwaard een tussentijd van 53,7 genoteerd, dat vervolgens op beider naam als nieuw nationaal record de boeken inging. Het zou tot 1968 duren, alvorens deze tijd, na eerder enkele malen te zijn geëvenaard, ten slotte zou worden verbeterd.
Bijna een jaar na haar eerdere optreden in Londen was ze er opnieuw en weer met succes, op de 880 yd ditmaal. In een tijd van 2.05,5 liep ze er op 1 september 1963 naar een Europees record, dat tot op dat moment op 2.05,9 had gestaan.
In 1964 en 1965 veroverde Gerda Kraan tevens de nationale veldlooptitels.

## Kampioenschappen

### Internationale kampioenschappen
| Onderdeel | Titel              | Jaar |
| --------- | ------------------ | ---- |
| 800 m     | Europees kampioene | 1962 |
| 400 m     | Roemeens kampioene | 1961 |
| 800 m     | Roemeens kampioene | 1961 |

### Nederlandse kampioenschappen
| Onderdeel          | Jaar                               |
| ------------------ | ---------------------------------- |
| 400 m              | 1961                               |
| 800 m              | 1959, 1960, 1961, 1962, 1963, 1964 |
| veldlopen (1500 m) | 1964, 1965                         |

## Persoonlijke records
| Onderdeel | Prestatie                | Datum             | Plaats    |
| --------- | ------------------------ | ----------------- | --------- |
| 200 m     | 24,6 s                   | 26 mei 1961       | Rotterdam |
| 400 m     | 53,7 s (ex-NR)           | 29 september 1962 | Londen    |
| 800 m     | 2.02,8 s (ex-ER) (ex-NR) | 16 september 1962 | Belgrado  |

## Onderscheidingen
- KNAU-atlete van het jaar - 1959, 1961, 1962